# Etničke grupe Venezuele
Etničke grupe Venezuele: 28.122.000 stanovnika (UN Country Population; 2008) oko 65 naroda
- Akawaio, Kapon	200
- Angloamerikanci 	22.000
- Arawak	100
- Armenci	1.100
- Arutani, Auaque	30
- Baniwa	600
- Baré	500
- Baski	5600
- Britanci	7400
- Cuiba	400
- Francuzi	8300
- Galibi	2700
- Grci	6100
- Guajibo, Guahibo	11.000
- Jamajčani	2800
- Japrería, Yapreria	200
- Katalonci	5600
- Kinezi	59.000
- Kolumbijci	195.000, govore španjolski
- Kubanci	83.000
- Kuripako, Curripaco	3500
- Libanonski Arapi	128.000
- Maco	2800
- Macushi	1200
- Mandahuaca, Bare	4700
- Mapoyo, Mopoi	200
- Maquiritari, Mayongong	5600
- Motilone, Bari	1800
- Nijemci kolonije Tovar	8100
- Nijemci	8300
- Ninam	200
- Obalni Tupi, govore nhengatu	3100
- Panare, Eye	3600
- Paraujano	9500
- Patamona	300
- Pemon, Pemong	5700
- Piapoco	1500
- Piaroa	12.000
- Poljaci	8300
- Portugalci	111.000
- Puinave	900
- Rumunji	1600
- Rusi	4700
- Saliba	300
- Sanuma, Xamatari	5300
- Sape, Kariana	200
- Sikiana	800
- Španjolci	83.000
- Tabare (Tabajari)	1800
- Talijani	362.000
- Tunebo, Central	600
- Turci	28.000
- Ukrajinci	9500
- Venezuelci	26.266.000
- Warao, Warrau	29.000
- Warekena, Guarekena	200
- Wayuu, Guajiro	217.000
- Yabarana, Yauarana	100
- Yanomami-Yanomamo	18.000
- Yaruro, Pume	5900
- Yuana, Yuwana	800
- Yukpa, Northern Motilon	6200
- Zambo	14.000
- Židovi	16.000, govore španjolski